# フェルディナント・フォン・リンデマン

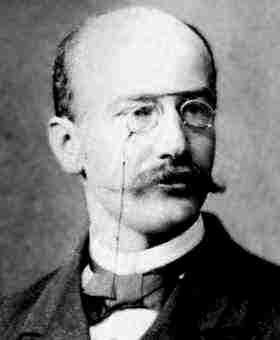
リンデマン

フェルディナント・フォン・リンデマン（Carl Louis Ferdinand von Lindemann, 1852年4月12日 - 1939年3月6日）は、ドイツの数学者である。
リンデマンはヴュルツブルク大学で教授資格を得て教職に就き、1879年からフライブルク大学教授、1883年からケーニヒスベルク大学教授、1893年にはミュンヘン大学教授を歴任して、1904年にはミュンヘン大学の学長に就任した。
リンデマンは超越数論に関するリンデマンの定理を証明し、円周率 π が超越数であることを示した。これにより、古代から多くの数学者が取り組んできた円積問題の作図が不可能だと証明した。